# سيمون برايس (ناقد موسيقي)
سيمون برايس (بالإنجليزية: Simon Price)‏ هو ناقد موسيقي وصحفي بريطاني، ولد في 25 سبتمبر 1967 في باري ‏ في المملكة المتحدة.